# Nazionale femminile di pallavolo dell'Indonesia
La nazionale femminile di pallavolo dell'Indonesia è una squadra asiatica ed oceaniana composta dalle migliori giocatrici di pallavolo dell'Indonesia ed è posta sotto l'egida della Federazione pallavolistica dell'Indonesia.

## Rosa
Segue la rosa delle giocatrici convocate per l'AVC Challenge Cup 2024.
| N° | Nome                   | Ruolo | Data di nascita   | Squadra               |
| -- | ---------------------- | ----- | ----------------- | --------------------- |
| 2  | Maradanti Tegariana    | C     | 1º maggio 2006    | Jakarta Pertamina     |
| 4  | Bela Agustina          | O     | 6 agosto 2002     | Gresik Petrokimia     |
| 5  | Chelsa Nurtomo         | C     | 24 giugno 2007    | Jakarta Pertamina     |
| 6  | Geofanny Cahyaningtyas | C     | 7 maggio 2005     | Gresik Petrokimia     |
| 9  | Azzahra Febyane        | S     | 1º febbraio 2007  | Bharata Muda          |
| 10 | Latifah Az-Zahra       | P     | 28 settembre 2004 | Jakarta Pertamina     |
| 16 | Nita Sesanti           | S     | 20 luglio 2005    | Jakarta Livin Mandiri |
| 18 | Putri Agustin          | S     | 17 agosto 2004    | Gresik Petrokimia     |
| 20 | Junaida Santi          | S     | 9 maggio 2007     | Jakarta Pertamina     |
| 22 | Alridhania Risqamara   | P     | 12 gennaio 2003   | Gresik Petrokimia     |
| 24 | Dya Nur Fitria         | L     | 15 luglio 2003    | Bandung BJB           |

## Risultati

### Competizioni FIVB
| 1952 | non qualificata | -            |
| 1956 | non qualificata | -            |
| 1960 | non qualificata | -            |
| 1962 | non qualificata | -            |
| 1967 | non qualificata | -            |
| 1970 | non qualificata | -            |
| 1974 | non qualificata | -            |
| 1978 | non qualificata | -            |
| 1982 | 21º posto       | Convocazioni |
| 1986 | non qualificata | -            |
| 1990 | non qualificata | -            |
| 1994 | non qualificata | -            |
| 1998 | non qualificata | -            |
| 2002 | non qualificata | -            |
| 2006 | non qualificata | -            |
| 2010 | non qualificata | -            |
| 2014 | non qualificata | -            |
| 2018 | non qualificata | -            |
| 2022 | non qualificata | -            |

### Competizioni AVC
| 1975 | non qualificata | -            |
| 1979 | 5º posto        | Convocazioni |
| 1983 | 6º posto        | Convocazioni |
| 1987 | 6º posto        | Convocazioni |
| 1989 | 9º posto        | Convocazioni |
| 1991 | 9º posto        | Convocazioni |
| 1993 | 8º posto        | Convocazioni |
| 1995 | non qualificata | -            |
| 1997 | non qualificata | -            |
| 1999 | non qualificata | -            |
| 2001 | non qualificata | -            |
| 2003 | non qualificata | -            |
| 2005 | non qualificata | -            |
| 2007 | 9º posto        | Convocazioni |
| 2009 | 13º posto       | Convocazioni |
| 2011 | 13º posto       | Convocazioni |
| 2013 | 10º posto       | Convocazioni |
| 2015 | non qualificata | -            |
| 2017 | non qualificata | -            |
| 2019 | 8º posto        | Convocazioni |
| 2023 | non qualificata | -            |

| 2022 | non qualificata | -            |
| 2023 | 2º posto        | Convocazioni |
| 2024 | 7º posto        | Convocazioni |
| 2025 | 5º posto        | Convocazioni |

### Competizioni zonali
| 1962 | 3º posto        | Convocazioni |
| 1966 | non qualificata | -            |
| 1970 | 7º posto        | Convocazioni |
| 1974 | non qualificata | -            |
| 1978 | non qualificata | -            |
| 1982 | non qualificata | -            |
| 1986 | 5º posto        | Convocazioni |
| 1990 | non qualificata | -            |
| 1994 | non qualificata | -            |
| 1998 | non qualificata | -            |
| 2002 | non qualificata | -            |
| 2006 | non qualificata | -            |
| 2010 | non qualificata | -            |
| 2014 | non qualificata | -            |
| 2018 | 7º posto        | Convocazioni |
| 2022 | non qualificata | -            |